# Puerto Santander (Norte de Santander)
Pour les articles homonymes, voir Puerto Santander.
Puerto Santander est une municipalité située dans le département de Norte de Santander en Colombie.